# Шампуазо, Шарль
Шарль Франсуа Ноэль Шампуазо́ (Charles François Noël Champoiseau; 1830—1909) — французский дипломат и археолог-любитель, раскопавший Нику Самофракийскую в 1863 году.
Родился в 1830 году, сын Ноэля Шампуазо, мэра города Тур. Изучал право в Парижском университете. Служил французским консулом на Востоке.
Во время пребывания в Адрианополе (Турция), в 1863 году, получил пособие от французского правительства для проведения раскопок на острове Самофракии (ныне Самотраки) и открыл там барельефы, надписи и колоссальную статую Победы — ныне именуемую как Ника Самофракийская и хранящуюся в Лувре. В 1878 году Шампуазо вывез во Францию также мраморный пьедестал статуи Победы. Историю своих раскопок он издал в «Revue Archéologique» в 1880 г.
Член-корреспондент Института Франции (Академия надписей и изящной словесности) с 1889 года и академик Марселя .
Шампуазо был произведён в офицеры ордена Почетного легиона, офицеры народного просвещения и награждён Крымской медалью.